# Anthidiellum
Anthidiellum is een geslacht van vliesvleugelige insecten van de familie Megachilidae.

## Soorten
- A. absonulum (Cockerell, 1932)
- A. anale (Friese, 1914)
- A. apicale (Cresson, 1878)
- A. apicatum (Smith, 1879)
- A. apicepilosum (Dover, 1929)
- A. azteca (Urban, 2001)
- A. bilobatum (Friese, 1917)
- A. bimaculatum (Friese, 1914)
- A. bipectinatum Pasteels, 1984
- A. biroi (Friese, 1909)
- A. bolivianum (Urban, 2001)
- A. boreale Wu, 2004
- A. breviusculum (Pérez, 1890)
- A. bulawayense Mavromoustakis, 1937
- A. butarsis Griswold, 2001
- A. coloratulum (Pasteels, 1972)
- A. crassepunctatum (Popov, 1935)
- A. crenulatum (Warncke, 1982)
- A. cyreniacum (Gribodo, 1925)
- A. ehrhorni (Cockerell, 1900)
- A. eiseni (Cockerell, 1913)
- A. eritrinum (Friese, 1915)
- A. flavescens (Friese, 1925)
- A. forsteni (Ritsema, 1874)
- A. hondurasicum (Cockerell, 1949)
- A. krombeini Griswold, 2001
- A. latipes (Bingham, 1897)
- A. ludiense Wu, 1992
- A. madli Pauly, 2001
- A. mediale Pasteels, 1984
- A. melanaspis Cockerell, 1929
- A. melanocephalum (Cockerell, 1920)
- A. meliponiforme (Cockerell, 1919)
- A. micheneri Pauly, 2001
- A. nigriceps (Friese, 1914)
- A. nigripes (Friese, 1904)

- A. notatum (Latreille, 1809)
- A. orichalciscopatum (Strand, 1912)
- A. otavicum (Cockerell, 1936)
- A. perplexum (Smith, 1854)
- A. polyochrum Mavromoustakis, 1937
- A. ramakrishnae (Cockerell, 1919)
- A. rasorium (Smith, 1875)
- A. rubellum (Friese, 1917)
- A. ruficeps (Friese, 1914)
- A. rufomaculatum (Cameron, 1902)
- A. scutellatum Wu, 2004
- A. smithii (Ritsema, 1874)
- A. solomonis (Krombein, 1951)
- A. spilotum (Cockerell, 1920)
- A. sternale Pasteels, 1984
- A. strigatum

Kleine harsbij (Panzer, 1805)
- A. tegwaniense (Cockerell, 1914)
- A. toltecum (Cresson, 1878)
- A. transversale Pasteels, 1984
- A. turneri (Friese, 1909)
- A. xilitlense (Urban, 2001)
- A. xinjiangense Wu, 2004
- A. zebra (Friese, 1904)